# Datadisky k videohře The Sims 3
Celkem bylo od uvedení videohry The Sims 3 na trhu v roce 2009 vydáno jedenáct datadisků. Sedm z nich vyvinulo studio Maxis Redwood Shores a zbylé čtyři EA Salt Lake. Přidávají zpravidla nové funkce a mnoho nových tematických předmětů, světů a herních prvků. První datadisk s názvem Cestovní horečka vyšel 18. listopadu 2009 a poslední rozšíření Do budoucnosti vyšlo 22. října 2013.

## Seznam
1. Cestovní horečka (World Adventures)

2. Povolání snů (Ambitions)

3. Po setmění (Late Night)

5. Domácí mazlíčci (Pets)

## Hrátky osudu
The Sims 3: Hrátky osudu (anglicky Generations) je v řadě čtvrtý datadisk ke hře The Sims 3, jenž do ní přidává nové aktivity pro simíky všech generací. Datadisk vyšel pro Microsoft Windows a Mac OS X 31. května 2011 v USA a 3. června téhož roku v Evropě.

## Showtime
The Sims 3: Showtime (anglicky Showtime) je šesté rozšíření pro videohru The Sims 3, jež vyšlo 6. března 2012 v Severní Americe.

### Hratelnost
Datadisk poskytuje možnost provázet Simíka na cestě od amatéra po profesionála prken, jež znamenají svět a dělit se o své zážitky se svými přáteli. Předávání a výměna zážitků a zkušeností s přáteli byla nově umožněna bez nutnosti opouštět prostředí hry. Hráči si mohou splnit sen stát se zpěváky, akrobaty, kouzelníky nebo diskžokeji.
- Nové město: Starlight Shores
- Nové profese: zpěvák, kouzelník, akrobat
- Nové vlastnosti: primadona, milovník společnosti, rozený performer
- Nové objekty: DJ stolek, mechanický býk, kulečník, karaoke, domino, golfové odpaliště, skee-ball

### Vydání
Datadisk byl v USA vydán 6. března 2012, v EU 6. března 2012.

## Obludárium
The Sims 3: Obludárium (anglicky Supernatural) je sedmé rozšíření pro videohru The Sims 3, jež vyšlo 4. září 2012 v Severní Americe.

### Hratelnost
Hráči si mohou přímo v editoru postav vytvořit čarodějnice, kouzelníky, vlkodlaky, vampýry a víly, každý má své specifické vlastnosti a interakce. Obludárium přichází s novým světem – Moonlight Falls. Simíci mohou sesílat kouzla a hledat po městě přísady, které se dají použít k vaření elixírů. Mezi nové objekty patří koště, cikánská maringotka, magické zrcadlo, posuvné dveře knihovny aj. Většina objektů je gotické tematiky. Ve městě lze potkat Kostislavu, postavu z The Sims: Makin‘ Magic.

### Vydání
Datadisk byl v USA vydán 4. září 2012, v EU 6. a 7. září 2012 a 8. na Novém Zélandu. Obludárium je k dispozici v běžném vydání a limitované edice. Limitovaná edice obsahuje exkluzivní předměty ze hry Plants vs. Zombies: hráškostřel, oblečení pro zombie aj.

## Roční období
The Sims 3: Roční období je osmé rozšíření pro videohru The Sims 3, jež vyšlo 13. listopadu 2012 v Severní Americe.

### Hratelnost
Hlavní náplní datadisku je přidání čtyř ročních období: jara, léta, podzimu a zimy.

### Vydání
Datadisk byl v USA vydán 13. listopadu 2012 a v České republice 15. listopadu 2012.

## Studentský život
The Sims 3: Studentský život (anglicky University Life) je deváté rozšíření pro videohru The Sims 3, jež vyšlo 5. března 2013 v Severní Americe, a to ve stejnou dobu, jako další titul od Maxisu zvaný SimCity (2013). Jedná se o duchovního nástupce datadisku The Sims 2: Univerzita.

### Hratelnost
Sims University je dílčí oblastí, jež funguje podobně jako prázdninové světy ve datadisku Cestovní horečka. Aby mohl Simík navštěvovat univerzitu, musí být mladý dospělý, dospělý nebo starší. Když se v blízkosti Simíkových pozemků objeví nehratelná postava maskota, může se hráč rozhodnout pro vyplnění standardizovaného testu. Jeho výsledky budou záviset na schopnostech, vlastnostech, pracovních zkušenostech a školních známkách Simíka a ukáží též celkové skóre. Na základě testu se dále určí výše finanční pomoci (stipendia), jež je Simíkovi poskytnuta. Teenager může také absolvovat daný test, aby zjistil, na jakých dovednostech musí zapracovat, ale nemůže se přihlásit na univerzitu dříve, než dospěje.
Zápis na univerzitu lze provést přes telefon nebo počítač, Simík se na ní může zapsat též osobně. Hráč si může vybrat obor, a to buď obchod, komunikace, výtvarné umění, tělesnou výchovu, vědu a lékařství, nebo technologie, počet kreditů a zda chce studovat jeden nebo dva semestry. Pokud si Simík vezme více kreditů, získá titul rychleji, ale učení mu zabere více času. K získání titulu musí Simík dostat 48 kreditů a složit závěrečné zkoušky. Titul mu umožní začít na vyšší úrovni v povoláních, jež odpovídají vystudovanému oboru, a bude také lépe placen. Čím vyšší stupeň Simík získá, tím vyšší bude mít výhody.
Studentský život též představuje společenské skupiny: mimoni, rebelové a sporťáci. Hráč se může k těmto skupinám připojit a postupovat v jejich žebříčku tím, že se přátelí s jejich členy anebo se účastní jejich aktivit. Postupem v žebříčku si mohou odemknout nové interakce a předměty a později si vybrat i další vlastnost. Simík, jenž dosáhne desáté úrovně, dostane nabídku práce ve speciálním povolání, jež je pro danou skupinu jedinečné.

### Vydání
Limitovaná edice předobjednávky Studentského života zahrnovala Party Pack, jenž do hry přidává togy, vavřínové věnce, maškarní masky a sochu Partaea Maxima.

## Tropický ráj
The Sims 3: Tropický ráj (anglicky Island Paradise) je desáté rozšíření pro videohru The Sims 3, jež vyšlo 25. června 2013 v Severní Americe. Svým tématem je podobné datadiskům The Sims: Vacation, The Sims 2: Šťastnou cestu a Cestovní horečka.

### Hratelnost
Do hry je přidán nový svět zvaný Isla Paradiso, jenž volně vychází z Karibiku. „Isla“ znamená ve španělštině „ostrov“ a „Paradiso“ je italsky „ráj“. Svět obsahuje různé typy ostrovů, jež se liší svou velikostí a jsou jak obydlené, tak neobydlené, které mohou Simíci najít a prozkoumat. Existují také předpřipravená letoviska, která mohou Simíci upravovat a spravovat.
Tropický ráj dále přináší hausbóty, v nichž mohou Simíci bydlet. Ty lze zakotvit v jakémkoli neobsazeném přístavu nebo kdekoli v oceánu. Hráč může nechat jednoho Simíka řídit loď a mezitím se starat o ostatní Simíky v domácnosti. Hausbóty fungují stejně jako ostatní pozemky; služby (jako je doručování novin, pošta atd.) využívají motorové čluny a vodní skútry, aby se k nim dostaly.
Rozšíření zavádí dovednost přístrojového potápění, jež Simíkům umožní potápět se pod vodou na určitých místech mapy. Při potápění mohou Simíci chytat ryby, prozkoumávat podvodní jeskyně, hledat potopené poklady a také využívat omezenou sadu sociálních interakcí. Přidává také povolání plavčíka. Plavčíci jsou během své pracovní doby vysláni na náhodnou pláž a budou muset kontrolovat Simíky koupající se v oceánu, zachraňovat topící se jedince a provádět KPR.
Simíci mohou v datadisku vlastnit a spravovat letoviska, která jim budou poskytovat příjem. Hráč může vydělat větší množství peněz tím, že zlepší hodnocení letoviska a umožní hotelům účtovat vyšší ceny. Toho dosáhne například zvýšením kapacit a poskytnutím dalšího vybavení, jako jsou fitness zařízení, bazény, bufety apod. Hráč může také řídit personál resortu, najímat pracovníky a vybírat jejich uniformy.
V rozšíření se objevují také mořské panny, se kterými se mohou Simíci setkat při potápění a později je přivolat na souš. Simíci mořských panen mohou dýchat pod vodou, jsou imunní vůči dekompresi a všechny mladé dospělé mořské panny mají maximální dovednost potápění. Pokud však mořská panna stráví příliš mnoho času mimo oceán, stane se z ní normální Simík.

### Vývoj a vydání
Rozšíření Tropický ráj bylo oznámeno během živého vysílání dne 8. ledna 2013, kde byla zároveň odhalena celá řada chystaných rozšíření a balíčků pro rok 2013. Později proběhlo několik živých vysílání a každé z nich ukázalo nové funkce, jako jsou hausbóty, systém letovisek, potápění pod vodou a skryté ostrovy.
V předobjednávce datadisku byl zahrnut Island Survival Pack, jenž obsahuje dekorace, nábytek a oblečení s tematikou přežití.

### Přijetí
Game Scouts dali balíčku kladné hodnocení 9 bodů z 10 a uvedli: „Tropický ráj přichází ideálně na začátku léta. Balíček se výborně doplňuje s ostatními rozšířeními, jako jsou Roční období. I když se na první pohled může zdát, že jde o cílené rozšíření, je svým rozsahem všeobjímající a nabízí něco pro každého hráče.“
Giancarlo Saldana ze serveru GamesRadar zůstal pozitivní a pochválil celkový zážitek ze hry, i když podle něj je podvodní funkce zklamáním, protože míst k potápění je jen omezené množství: „Ačkoli [podvodní] části jsou nedostačující, zbytek Tropického ráje je skvělou ukázkou toho, co The Sims 3 ještě může fanouškům nabídnout.“ Dále uvádí, že nové funkce jsou pro celou sérii skutečným vrcholem: „...funkce, které přináší, jsou rozhodně jedny z nejlepších, které série zažila.“

## Do budoucnosti
The Sims 3: Do budoucnosti (anglicky Into the Future) je jedenácté a poslední rozšíření pro videohru The Sims 3, jež vyšlo 22. října 2013 v Severní Americe.

### Hratelnost
Rozšíření má futuristickou tematiku. Po jeho instalaci hráče v jeho domovské čtvrti navštíví cestovatel v čase jménem Emit Relevart (jeho jméno je „Time Traveler“ pozpátku a odkazuje na postavu Emmetta „Doca“ Browna z Návratu do budoucnosti). Emit dá Simíkům přístup ke stroji času. Pomocí tohoto portálu mohou Simíci cestovat do budoucnosti do nové oblasti zvané Oasis Landing, futuristického města postaveného uprostřed horské pustiny.
Datadisk také přidává Plumboty, kteří se podobají Servům v rozšíření The Sims 2: Ve světě podnikání a SimBotům v Povolání snů. Lze je postavit a plně přizpůsobit pomocí nového režimu Create-a-Bot. Hráči si mohou vyvinout různé čipy, jež určí jejich osobnost, použití a hratelnost. Jako nové možnosti dopravy se ve hře objevují hoverboardy, jetpacky, jednokolejky a auto vznášedla. Mezi nová povolání patří astronomové a obchodníci s roboty. Mezi nové předměty patří holografické televize, hoverboard, syntetizátor jídla, dílny na stavění botů a hudební nástroj, laserový rhythm-a-con.
Simíci také mohou během cestování časem navštívit své budoucí potomky a mohou je změnit nebo eliminovat, pokud se hráč rozhodne poslat Simíka zpět do současnosti a změnit jeho životní styl nebo osud.

### Vývoj
Dne 8. ledna 2013 bylo v živém vysílání odhaleno, že rozšíření s futuristickou tematikou je v rané fázi vývoje. Společně s tím byl oznámen datadisk Tropický ráj.
Limitovaná edice předobjednávky datadisku Do budoucnosti obsahovala Quantum Power Pack, jenž do hry přidává hibernační komoru a multifunkční oblek (power suit).